# みくみくにしてあげる♪【してやんよ】
「みくみくにしてあげる♪【してやんよ】」は、日本のボカロP・ika_mo（鶴田加茂）制作のVOCALOID楽曲。2007年9月20日に発表され、ボーカルシンセサイザー・初音ミクが歌唱する。

## 概要
VOCALOID初音ミクのブーム（詳細は初音ミクを参照）を代表する曲の一つとして知られ、2008年10月に行われたアイシェアによる調査では、初音ミクで作成された楽曲を聴いたことのあると答えた回答者の中で最も多い69.2%が同曲を聴いたことのある曲として挙げている。
歌詞は擬人化された初音ミクが自らをパソコンにインストールするよう促す内容となっている。タイトルやサビの歌詞に用いられている「みくみく（みっくみく）」という言葉は、「ボコボコにしてやんよ」という言葉を語源とし、初音ミクに魅せられることを表すスラングとしてファンの間などで用いられているが、この表現は同曲のヒットによって定着したといわれている。
元々ショートバージョンとして作られたわけではないが、MOSAIC.WAVとの共作でこの曲のロングバージョンとして作られた「みんなみくみくにしてあげる♪」が2009年発売のアルバム『Heartsnative』と、2012年発売の『Heartsnative2』に収録されている。なお、2009年の『Heartsnative』収録のものは初音ミク単独ボーカルではなく、MOSAIC.WAVのみ〜こと初音ミクのダブルボーカルである。鶴田は後にこのロングバージョンについて「私が関わったのはDメロくらいで、あまり関与していませんでした」と述べており、「みくみくにしてあげる♪」のフルバージョンを作るべきか否かで葛藤があったことを明かしている。

## ニコニコ動画でのヒット
2007年9月20日に初音ミクのブームの舞台となっていた動画投稿サイト「ニコニコ動画」に同曲の動画が投稿されると、圧倒的な支持を得て、投稿されて8日後までには動画の再生数が50万回を超え、更にはニコニコ動画の中で累計の再生数が最も多い動画 となっていた時期もある。2012年8月30日にはVOCALOID楽曲史上初、ニコニコ動画全体では6作目となる通算1000万回再生を達成した。
ニコニコ動画では従来より投稿された動画を再利用して新たな動画を作り投稿するといったことが盛んに行われており、ニコニコ動画上で人気曲となった同曲もまた盛んに派生作品が作られ、3Dのプロモーションビデオをつけたものや、「歌ってみた」と称して人間が歌ったもの、歌詞を鹿児島弁や神戸弁、広島弁といった方言に変えたものなど、様々な広がりを見せた。

## 商業展開
2007年11月26日にドワンゴより他の初音ミクを用いた楽曲とともに着うた配信が始められた ほか、同年12月3日には初音ミクを用いて有名になった曲としては初めて業務用カラオケでの配信が始められた。
2008年7月9日にドワンゴ・エージー・エンタテインメントより発売されたニコニコ動画で人気の楽曲を集めたコンピレーション・アルバム「CDで聞いてみて。 〜ニコニコ動画せれくちょん〜」、2009年8月26日に発売された初音ミク ベスト〜impacts〜に収録されている。2009年7月2日にセガより発売された初音ミクを主役にした、PlayStation Portable用ゲーム『初音ミク -Project DIVA-』にもゲーム内に使用する楽曲として収録された。また、よこたが製作した『【ドット絵で】みくみくにしてあげる♪』が「初音ミクDVD〜impacts〜」にも収録されている。
2008年4月16日にクエイクホールディングスより発売されたオムニバスアルバム『ウマウマできるトランスを作ってみた』 や、2008年11月19日に発売された初音みうによるミニアルバム『乙女ダンス type:01』、2009年5月27日にドリーミュージックより発売された『スーパー★アニメ☆リミックス峠2』に本作のカバー曲が収録されている。
2009年10月21日にはダンディ坂野と初音ミクがデュエットするカバー曲「ゲッツゲッツしてあげる♪【してやんよ】」が収録されたコンピレーションアルバム「ニコニコ動画ふぃ～ちゃりんぐBEST」が発売された。
同じく2009年10月21日にこの曲のロングバージョン「みんなみくみくにしてあげる♪」（み〜こ＆初音ミク）が収録されたアルバム『Heartsnative』がMOSAIC.WAV×鶴田加茂 feat.初音ミク名義で発売。2012年11月7日には初音ミク単独の「みんなみくみくにしてあげる♪」を収録したアルバム『Heartsnative2』が「MOSAIC.TUNE&鶴田加茂 feat.初音ミク」（MOSAIC.TUNEはMOSAIC.WAVがVOCALOIDを用いるときのユニット名）名義で発売された。
2018年にスマートフォン用のソーシャルゲーム『バンドリ! ガールズバンドパーティ!』にこの楽曲のカバー版が収録された。

## JASRAC登録をめぐる騒動
同曲は着うた配信に伴い、著作権使用料を徴収し作者に対価を支払う一連の手続きを円滑に行うことを目的として、2007年12月にニコニコ動画を運営するニワンゴの関連企業であるドワンゴ・ミュージックパブリッシングによって日本音楽著作権協会 (JASRAC) への信託が行われたが、その際にファンの反発が起こり大きな騒動に発展している。同曲は幅広い二次利用が行われていたが、管理団体に信託されることでこうした作品について、許諾手続きや利用料の支払いが必要となる懸念に加え、ドワンゴ・ミュージックパブリッシングが初音ミク発売元のクリプトン・フューチャー・メディアの許可を得ずに楽曲のアーティスト名を「初音ミク」として登録していたことが明らかになったためである。
ドワンゴ・ミュージックパブリッシングはアーティスト名については連絡不徹底による誤りであるとして謝罪し、修正に応じた。しかしJASRACへの信託に至った経緯や、また前後して浮上した別の曲の着うた配信が作者の許可を得ずに行われた疑惑などについてドワンゴ・ミュージックパブリッシングとクリプトン・フューチャー・メディア双方の見解に隔たりがあり、こうした食い違いにより両社が互いに自社側のウェブサイト上で主張を応酬する事態へと発展した（詳細は初音ミク#初音ミク楽曲のJASRAC信託と着うた配信に関する騒動を参照）。
同曲の作者ika_moはこの騒動の中「もうけ主義」との批判を向けられ、「みんなの自由な利用を制限する気は無かった」という旨のコメントを出した後、ブログを閉じることとなった。
また、津田大介らによればネット上に存在した、ユーザーが作り上げたコンテンツにおける嫌儲と呼ばれる思想なども影響したと指摘する。
この出来事の場合、消費する側の間にも楽曲を「自分たちが応援して育てたコンテンツ」とみなし、受け手と著作権者は対等であるという感覚が広まり、それが著作権を行使した作曲者への反感という形で発露したのだとする分析もある。
この出来事の後は、しばらくはニコニコ動画で発表されたり『初音ミク』を用いて作られたりした楽曲を著作権管理団体に登録することに対して、批判的な意見が支配的になったが、しかし、ドワンゴ会長の川上量生によると、2008年頃からそれらの楽曲がカラオケで流行の兆しを見せるようになると、彼らが著作権管理団体に楽曲を信託していないために正当な対価を受け取れず、著作権管理団体を利用する音楽家たちとの間に報酬の格差があることに対して、公平ではないという批判が上がるようになったとしている。2011年ごろからは、ドワンゴ、クリプトンなどによって、著作権管理団体への信託と、ネットでの自由な利用を両立するための仕組みづくりも進められた。川上はインターネットから流行が発祥した楽曲を著作権管理団体に信託することは当たり前のことになったとしている。